# Oswald Homeky
Oswald Homéky est un homme politique béninois, ancien ministre des Sports dans le gouvernement du président Patrice Talon.

## Biographie

### Formation et études
Originaire du département du Couffo au sud-ouest du Bénin, Oswald Homéky est titulaire d'un diplôme en communication,. Entre 2014 et 2015, il a dirigé le groupe de presse la Fraternité il milite au côté de Bio Tchané depuis 2011 en tant que Président des Jeunes puis avec Patrice Talon à partir de 2015,.

### Carrière professionnelle et politique
Il crée le Mouvement pour l'Alternance 2016 appelé Front pour l'Alternance en 2016 (FA 2016).
En 2016, sous le nouveau gouvernement de Patrice Talon, Oswald Homeky est nommé Ministre des Sports. À la suite d'un remaniement, il se voit attribuer les départements du tourisme et de la culture en plus des sports. Expert en infrastructures et passation des marché des marchés publics avant cette nomination, il est le Directeur du Cabinet Aid consultants,,.
Le 23 mai 2021, il conserve son poste de Ministre des Sports dans le second gouvernement de Patrice Talon,,,,,,.
Dans la matinée du vendredi 06 octobre 2023, il démissionne de ce poste,,,. Son successeur est son collègue Samou Adambi, Ministre de l'énergie, de l'eau et des mines par intérim,, avant la nomination de Benoît Dato.

## Tentative de coup d'État
(25 septembre 2024).
Le texte peut changer fréquemment, n’est peut-être pas à jour et peut manquer de recul. 
Le titre et la description de l'acte concerné reposent sur la qualification juridique retenue lors de la rédaction de l'article et peuvent évoluer en même temps que celle-ci.
En septembre 2024, Owald Homeky est arrêté par les autorités béninoises, en même temps qu'Olivier Boko, qu'il appelle à soutenir depuis un an dans la perspective des élections présidentielles de 2026, date à laquelle Patrice Talon arrivera au bout de son deuxième mandat, une limite fixée par la constitution. 
Le 1er octobre 2024, Oswald Homeky est inculpé et placé sous mandat de dépôt, le parquet décidant de le poursuivre pour complot contre la sûreté de l'État. Le 15 janvier 2025, La Cour de répression des infractions économiques et du terrorisme (CRIET) fixe son procès au 21 janvier. Le 30 janvier 2025, il est reconnu coupable et condamnée à 20 ans de prison pour corruption d'agent public et complot contre la sûreté de l'Etat,.